# Programa interactivo
Un programa interactivo aquel que necesita la realimentación continúa del usuario para poder ejecutarse. Este concepto se enfrenta al de procesamiento por lotes en el cual se le indica al programa todo lo que debe hacer antes de empezar, con lo cual el usuario se puede desentender de la máquina. Sin embargo esto último requiere mayor planificación.

## Frente a Procesamiento por lotes

### Ventajas
- No es necesario conocer todas las opciones, ya que las distintas interfaces gráficas irán preguntando todo. Luego es adecuado para tareas que no se van a ejecutar muy a menudo y no merece la pena perder mucho tiempo en aprenderlas.

### Inconvenientes
- Requieren una mayor velocidad, ya que hay que evitar el cansancio del usuario.
- Obliga a hacer tareas repetitivas al usuario.

## Ejemplos

### Cajero automático
- Un sistema de menú guía al usuario para conseguir distintos propósitos: Cargar el móvil, sacar dinero, transferencia...

### Compresor de archivos
- Se le dirá al programa qué debe comprimir, cuál es el archivo de salida, tasa de compresión y algunos parámetros extra.
- Como programa interactivo, se irán solicitando al usuario los distintos parámetros en distintos menús.

- Datos: Q6087633